# Tetracladium apiense
Tetracladium apiense är en svampart som beskrevs av R.C. Sinclair & Eicker 1981. Tetracladium apiense ingår i släktet Tetracladium, ordningen disksvampar, klassen Leotiomycetes, divisionen sporsäcksvampar och riket svampar.   Inga underarter finns listade i Catalogue of Life.